# Vlag van Noordoostpolder (gemeente)

Vlag van de Noordoostpolder (ratio 2:3)

De vlag van Noordoostpolder is bij raadsbesluit op 28 augustus 1963 vastgesteld als de gemeentelijke vlag van de Overijsselse gemeente Noordoostpolder. Op 1 januari 1986 ging de gemeente over naar de provincie Flevoland.
De omschrijving luidt als volgt: "een vlag waarvan de lengte zich verhoudt tot de hoogte als 3 : 2, gekwartileerd van wit en blauw, met dien verstande, dat de verticale deellijn op één derde van de lengte is aangebracht, gemeten van de broekingzijde; over alles heen een gekwartierd kruis van het een in het ander, in de broekinghoek aan de broekingzijde vergezeld van een rode burcht met drie kantelen, zwart gevoegd en met een zwarte valdeur en in de benedenhoek aan dezelfde zijde van een witte lelie."
De kleuren van de vlag zijn ontleend aan het wapen. Slechts het geel en het zwart zijn weggelaten. Het kasteel heeft een rode kleur gekregen omdat deze op de vlag een beter kleuraccent geeft dan een zwarte. Het ontwerp was van de Stichting voor Banistiek en Heraldiek. De letter L en de lelie uit het familiewapen van Cornelis Lely komen in veel gemeentevlaggen rond het IJsselmeer voor.

## Verwante afbeeldingen

Wapen van Noordoostpolder
Vlag van Wieringen
Vlag van Wieringermeer

Almere ·
Dronten ·
Lelystad ·
Noordoostpolder ·
Urk ·
Zeewolde
Ambt Delden 
· Avereest 
· Bathmen 
· Blokzijl 
· Brederwiede 
· Den Ham 
· Denekamp 
· Diepenheim 
· Diepenveen 
· Genemuiden 
· Goor 
· Gramsbergen 
· Hasselt 
· Heino 
· Holten 
· IJsselham 
· IJsselmuiden 
· Markelo 
· Nieuwleusen 
· Noordoostpolder 
· Olst 
· Ootmarsum 
· Rijssen 
· Stad Delden 
· Steenwijk 
· Steenwijkerwold 
· Urk 
· Vollenhove 
· Vriezenveen 
· Wanneperveen 
· Weerselo
· Wijhe 
· Zwartsluis 
· Zwollerkerspel